# Faye Wong (album, 1997)
Cet article concerne l'album de Faye Wong de 1997. Pour l'album de la même chanteuse du 2001, voir Faye Wong.
Albums de Faye Wong
Restless / Impatience
(1996) Scenic Tour
(1998)
Faye Wong, sorti en septembre 1997, est le quatorzième album de Faye Wong. Ce quatorzième album est sorti sur le label EMI.

## Titres
1. Anasthesia (痲醉)
2. You're Happy, So I'm Happy (你快樂)
3. Bored (悶)
4. Amusement Park (娛樂場)
5. Mortal World (人間)
6. I Don't Wanna Be This Either (我也不想這樣)
7. Making A Fuss (小題大做)
8. Reminiscence (懷念)
9. Into Fire (撲火)
10. Cloud's Edge (雲端)